# Dick's Coffee House
Pour les articles homonymes, voir Dick.
Le Dick's Coffee House est un important café irlandais aux XVIIe et XVIIIe siècles,,.

## Description
Dick's est l'un des cafés les plus célèbres et ouvert le plus longtemps de Dublin. Il est fondé par Richard Pue à la fin du XVIIe siècle, avant juillet 1698. Pue est libraire et possède l'un des premiers journaux irlandais, Pue's Occurrences,. Dick's se trouvait sur Skinner Row, actuellement Christchurch Place, au rez-de-chaussée de la Carberry House, qui était auparavant la maison du comte de Kildare. Le libraire londonien, John Dunton, organise des ventes aux enchères à Dick's en 1698. Pue dirige son atelier d'imprimerie dans les mêmes locaux, imprimant pour plusieurs maisons d'édition de Dublin. Thomas Bacon y organise des ventes aux enchères dans les années 1760 et y imprime son journal la Dublin Gazette pendant un temps. Des ventes aux enchères de terres et de propriétés ont également lieu à partir des années 1730.
Les clients sont décrits en 1740 comme « citoyens, messieurs, avocats et écuyers, qui en été comme en hiver se rassemblent autour de grands feux, et des fouineurs qui sont fréquemment chez Pue pour parler sur politique, café et nouvelles »,.
Après la mort de Richard Pue en 1722, son épouse Elizabeth dirige le café et l'imprimerie, leur fils Richard prend la relève en 1731. L'entreprise est transmis au neveu de Richard, James Pue et sa femme Sarah. L'imprimeuse et libraire Sarah Cotter a exploité le café de 1751 à 1774, succédant à son frère qui y a travaillé de 1744 jusqu'à sa mort en 1751. Le café ferme vers 1780, lorsque la Carberry House est démolie.